# ريو برانكو

موقع المدينية

مدينية ريو برانكو هي عاصمة ولاية أكري في القسم الشمالي البرازيلي ، يتركز تقريبا نصف سكان الولاية فيها، يسكنها 314.127 نسمة .

## المناخ
يظهر الجدول التالي التغييرات المناخية على مدار السنة لريو برانكو:
| البيانات المناخية لـريو برانكو                  | البيانات المناخية لـريو برانكو | البيانات المناخية لـريو برانكو | البيانات المناخية لـريو برانكو | البيانات المناخية لـريو برانكو | البيانات المناخية لـريو برانكو | البيانات المناخية لـريو برانكو | البيانات المناخية لـريو برانكو | البيانات المناخية لـريو برانكو | البيانات المناخية لـريو برانكو | البيانات المناخية لـريو برانكو | البيانات المناخية لـريو برانكو | البيانات المناخية لـريو برانكو | البيانات المناخية لـريو برانكو |
| الشهر                                           | يناير                          | فبراير                         | مارس                           | أبريل                          | مايو                           | يونيو                          | يوليو                          | أغسطس                          | سبتمبر                         | أكتوبر                         | نوفمبر                         | ديسمبر                         | المعدل السنوي                  |
| ----------------------------------------------- | ------------------------------ | ------------------------------ | ------------------------------ | ------------------------------ | ------------------------------ | ------------------------------ | ------------------------------ | ------------------------------ | ------------------------------ | ------------------------------ | ------------------------------ | ------------------------------ | ------------------------------ |
| الدرجة القصوى °م (°ف)                           | 36.3 (97.3)                    | 37.2 (99.0)                    | 37.2 (99.0)                    | 38.2 (100.8)                   | 39.7 (103.5)                   | 35.2 (95.4)                    | 37.8 (100.0)                   | 38.3 (100.9)                   | 39.2 (102.6)                   | 38.4 (101.1)                   | 37.4 (99.3)                    | 39.8 (103.6)                   | 39.8 (103.6)                   |
| متوسط درجة الحرارة الكبرى °م (°ف)               | 30.9 (87.6)                    | 30.8 (87.4)                    | 31.1 (88.0)                    | 31.0 (87.8)                    | 30.4 (86.7)                    | 30.3 (86.5)                    | 31.3 (88.3)                    | 32.9 (91.2)                    | 33.2 (91.8)                    | 32.9 (91.2)                    | 31.8 (89.2)                    | 31.0 (87.8)                    | 31.5 (88.7)                    |
| المتوسط اليومي °م (°ف)                          | 25.7 (78.3)                    | 25.5 (77.9)                    | 25.7 (78.3)                    | 25.4 (77.7)                    | 24.4 (75.9)                    | 23.6 (74.5)                    | 23.4 (74.1)                    | 24.6 (76.3)                    | 25.5 (77.9)                    | 26.1 (79.0)                    | 25.9 (78.6)                    | 25.7 (78.3)                    | 25.1 (77.2)                    |
| متوسط درجة الحرارة الصغرى °م (°ف)               | 22.2 (72.0)                    | 22.0 (71.6)                    | 22.0 (71.6)                    | 21.6 (70.9)                    | 20.1 (68.2)                    | 18.3 (64.9)                    | 17.5 (63.5)                    | 18.2 (64.8)                    | 19.8 (67.6)                    | 21.6 (70.9)                    | 21.9 (71.4)                    | 22.2 (72.0)                    | 20.6 (69.1)                    |
| أدنى درجة حرارة °م (°ف)                         | 14.2 (57.6)                    | 16.0 (60.8)                    | 14.0 (57.2)                    | 10.4 (50.7)                    | 2.6 (36.7)                     | 7.8 (46.0)                     | 6.0 (42.8)                     | 8.0 (46.4)                     | 10.0 (50.0)                    | 12.4 (54.3)                    | 13.6 (56.5)                    | 13.4 (56.1)                    | 2.6 (36.7)                     |
| الهطول مم (إنش)                                 | 294.4 (11.59)                  | 298.4 (11.75)                  | 278.1 (10.95)                  | 207.4 (8.17)                   | 87.7 (3.45)                    | 32.8 (1.29)                    | 31.9 (1.26)                    | 56.5 (2.22)                    | 84.8 (3.34)                    | 153.0 (6.02)                   | 206.7 (8.14)                   | 265.9 (10.47)                  | 1٬997٫6 (78.65)                |
| متوسط أيام هطول الأمطار (≥ 1.0 mm)              | 19                             | 17                             | 17                             | 13                             | 8                              | 3                              | 3                              | 4                              | 6                              | 10                             | 14                             | 18                             | 132                            |
| متوسط الرطوبة النسبية (%)                       | 88.6                           | 88.8                           | 88.8                           | 88.5                           | 87.3                           | 85.6                           | 81.3                           | 77.9                           | 78.3                           | 82.6                           | 85.9                           | 88.2                           | 85.2                           |
| ساعات سطوع الشمس الشهرية                        | 109.7                          | 90.4                           | 113.8                          | 127.4                          | 154.8                          | 174.3                          | 218.4                          | 180.5                          | 158.0                          | 162.8                          | 138.8                          | 118.6                          | 1٬747٫5                        |
| المصدر #1: المعهد الوطني للأرصاد الجوية         |                                |                                |                                |                                |                                |                                |                                |                                |                                |                                |                                |                                |                                |
| المصدر #2: Meteo Climat (record highs and lows) |                                |                                |                                |                                |                                |                                |                                |                                |                                |                                |                                |                                |                                |

## توأمة
لريو برانكو اتفاقيات توأمة مع كل من:
- ريدجو إميليا
- زوهاي

## معرض صور

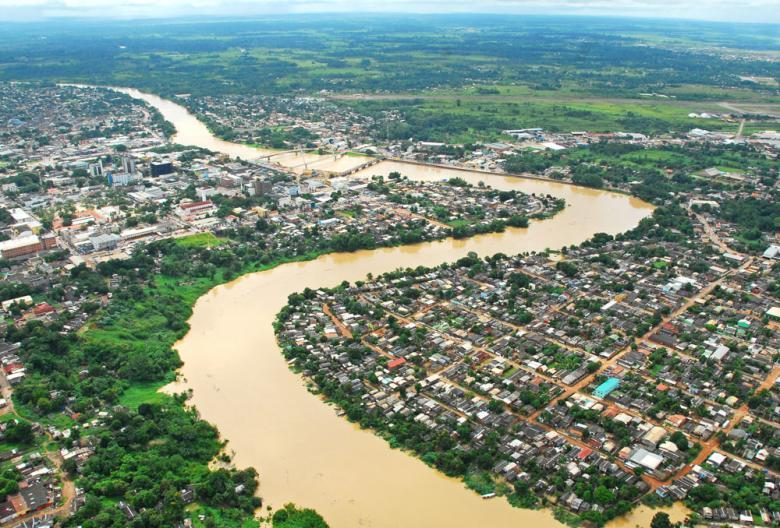
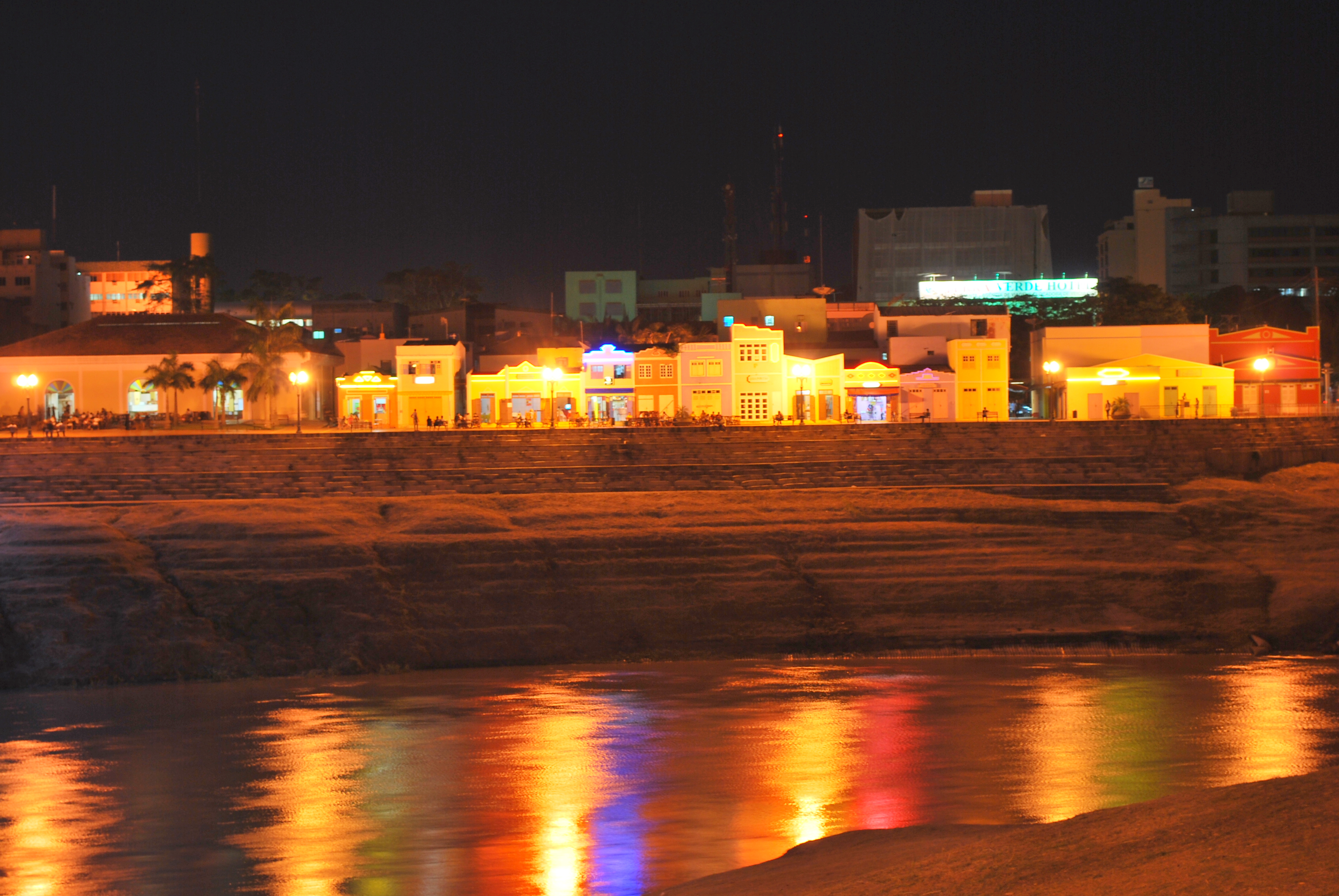
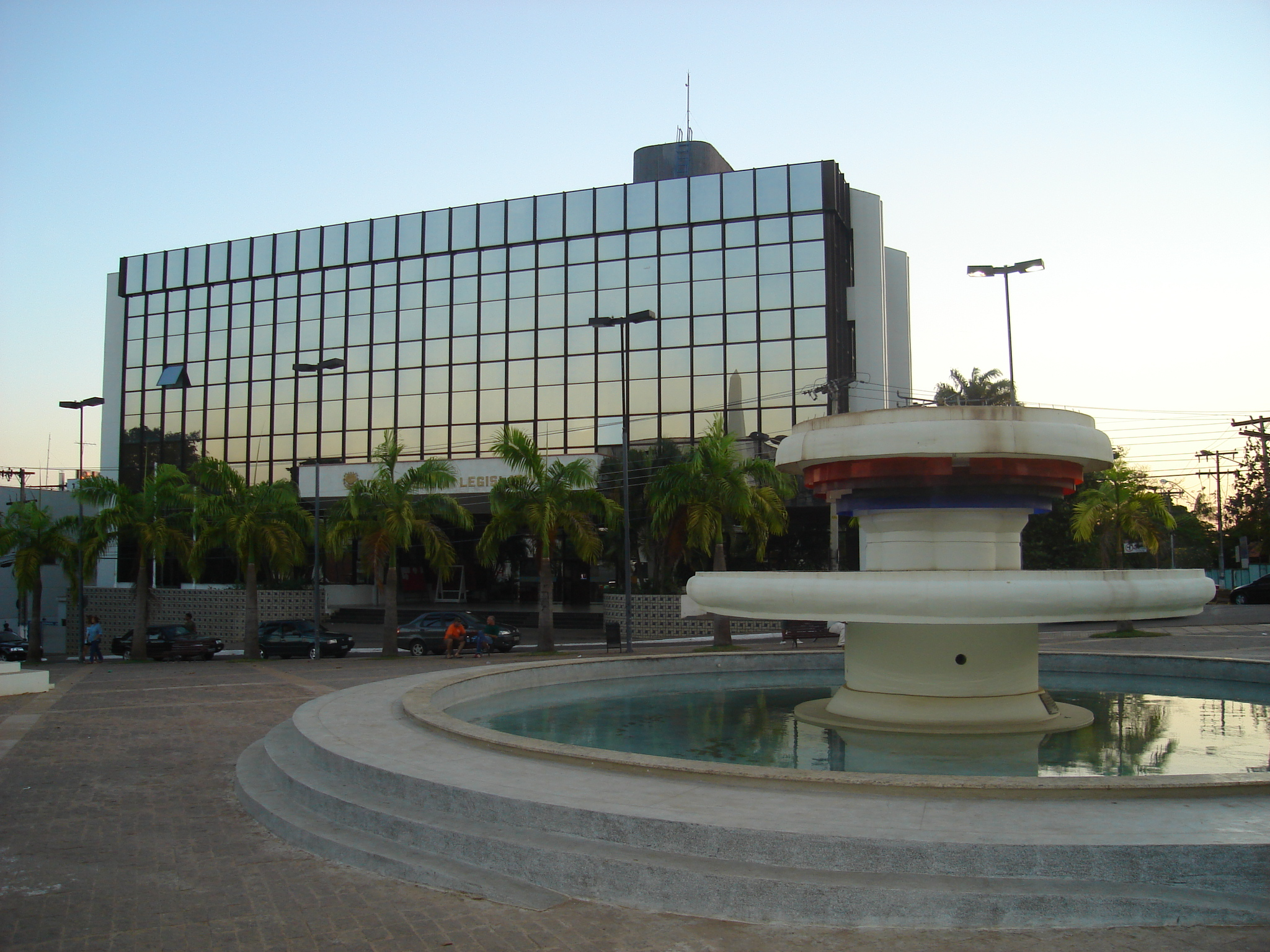
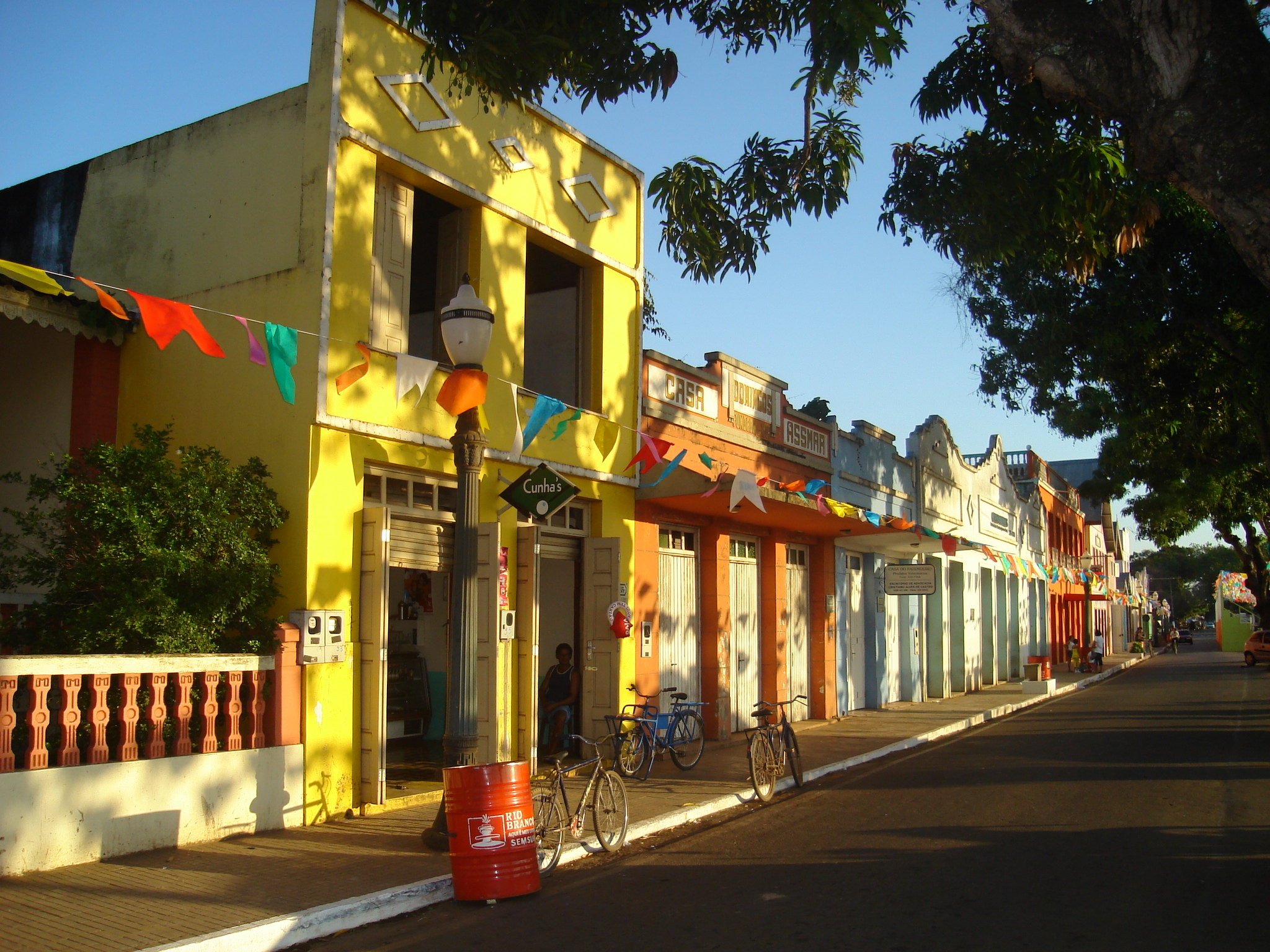
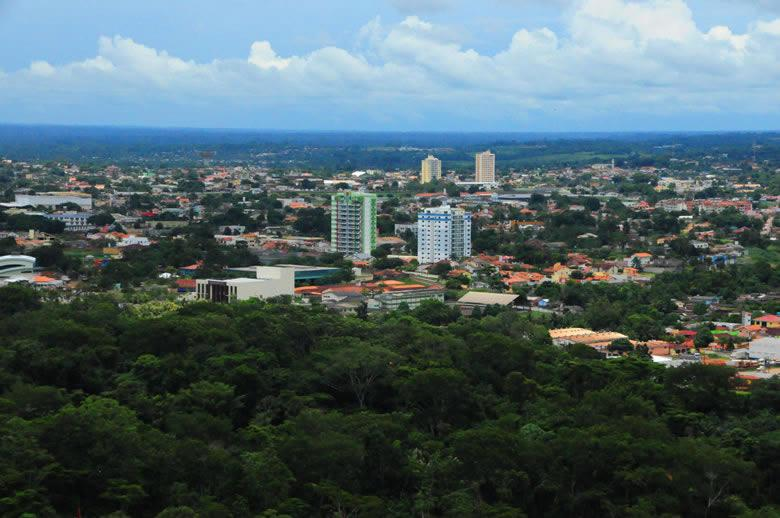

## أعلام
- ادريانو فييرا لوزادا
- أرتور دوارتي دي أوليفيرا
- جواو دوناتو
- ويفرتون بيريرا دا سيلفا
- لوتشيانو خوسيه بيريرا دا سيلفا